# Borġ in-Nadur
Borġ in-Nadur è un sito archeologico di Malta, situato vicino a Birżebbuġa. 
Si tratta di un tempio megalitico di Tarscen a quattro absidi racchiuso da un muro di rocce. Nelle vicinanze del tempio sorgeva un villaggio fortificato di cui rimangono pochi resti. Le rovine potrebbero risalire all'età del bronzo, approssimativamente intorno al XX secolo a.C., ma essendo il sito molto danneggiato, la sua datazione resta particolarmente incerta, anche a causa di una parziale ricostruzione che il tempio ha subito nel XIX secolo.